# Gerhard Hotz
Gerhard Hotz (Basilea, 8 giugno 1880 – Basilea, 4 giugno 1926) è stato un chirurgo svizzero di lingua tedesca.

## Biografia
Succedette a Fritz de Quervain come chirurgo-capo all'Università di Basilea, dove fu docente, avendo fra i suoi assistenti Franz Merke e fra i suoi allievi Adrienne von Speyr, la quale dedicò varie pagine a Hotz – fra cui un capitolo intitolato Morte del professor Hotz, che parla della precoce scomparsa del docente perché malato di perforazione allo stomaco – nella propria autobiografia.

## Opere
Di seguito si riporta un elenco parziale delle opere.
- Die Skopolamin-Morphin-Narkose, Lipsia, J. A. Barth, 1908
- Beiträge zur Pathologie der Darmbewegungen, Jena, G. Fischer, 1909
- Die Pathologie und Therapie des Pfortaderverschlusses: experimentelle Untersuchungen über die Ecksche Fistel (con Eugen Enderlen ed Ernst Magnus-Alsleben), Berlino, Springer, 1914
- Zur Chirurgie der Blutgefäße, Laupp, 1915
- Weitere Erfahrungen aus einem deutschen Reservelazarett, 1915